# Karine Berger

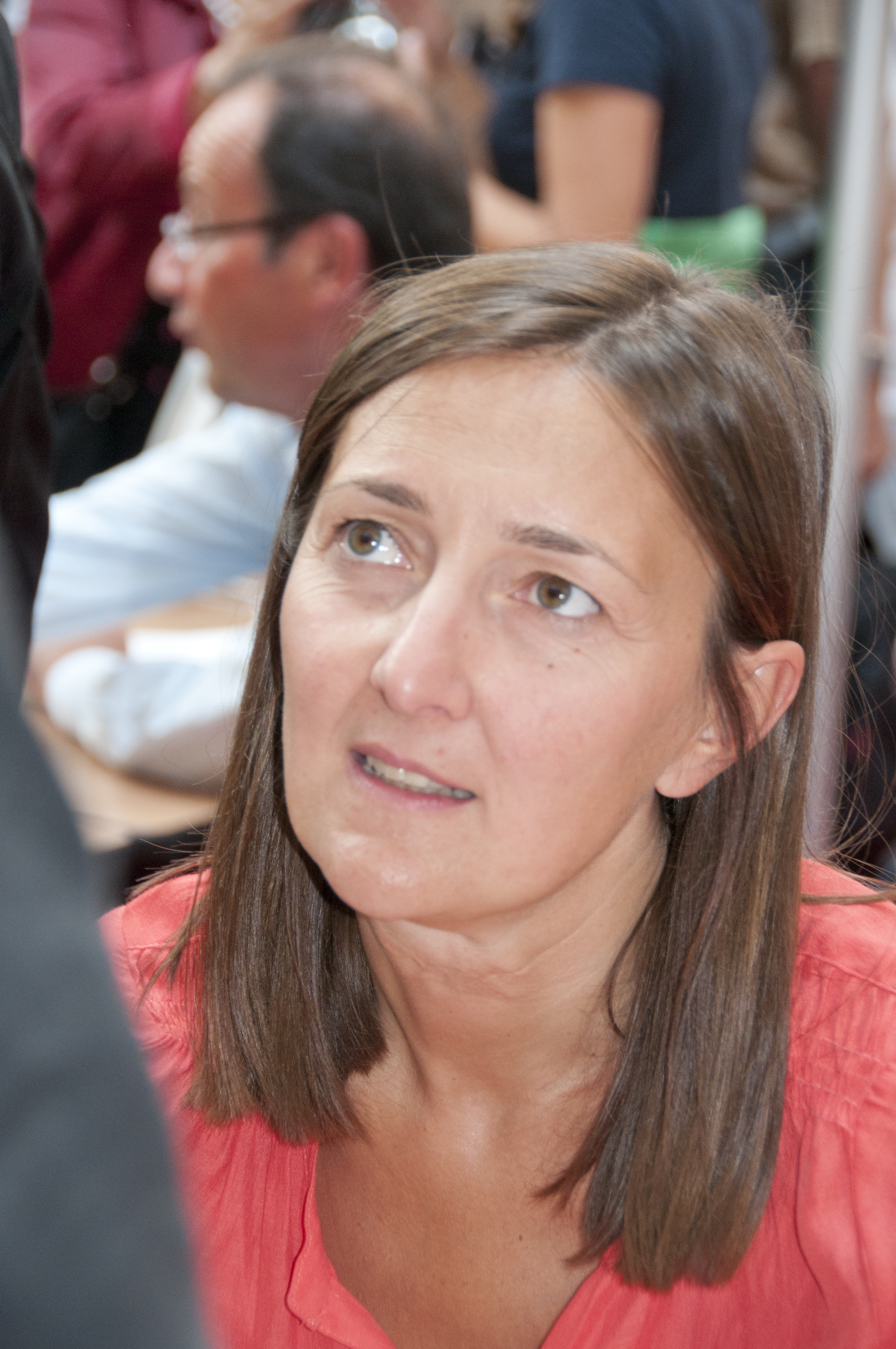
Karine Berger (2011)

Karine Berger (* 11. März 1973 in Limoges) ist eine französische Politikerin. Sie ist seit 2012 Abgeordnete der Nationalversammlung und dort Mitglied im Finanzausschuss.
Berger studierte ab 1993 an der École polytechnique in Palaiseau bei Paris. Nach ihrem Abschluss 1998 arbeitete sie unter anderem für das Finanzministerium und das nationale Statistikbehörde INSEE. 2000 trat sie der Parti socialiste (PS) bei, in der sie schnell Fuß fasste, so dass sie bereits 2005 für die PS in den Nationalrat einzog. Aus beruflichen Gründen wohnte sie zunächst in Paris und ab 2003 in Gap, da sie bei den Parlamentswahlen 2007 im Département Hautes-Alpes kandidieren sollte. Nach ihrem Scheitern 2007 trat Berger bei den Parlamentswahlen 2012 erneut an und wurde im zweiten Anlauf in die Nationalversammlung gewählt.